# Vladimir Pușkariov
Vladimir Pușkariov (în rusă Владимир Пушкарёв; n. 22 februarie 1973, Vulcănești, URSS) este un alpinist, personalitate publică și politician rus. Este deputat al Dumei de Stat al celei de-a VII-a convocări, adjunct al Președintelui Comitetului Dumei de Stat pentru Politica regională și problemele din Nordul Rusiei și Extremul Orient, membru al fracțiunii Rusia Unită.
S-a născut în orașul Vulcănești din RSS Moldovenească (actualmente Republica Moldova). 